# Traité d'amitié russo-ukrainien
Le traité d'amitié, de coopération et de partenariat entre l'Ukraine et la fédération de Russie est un accord entre l'Ukraine et la Russie, signé le 31 mai 1997 et en vigueur du 1er avril 1999 au 31 mars 2019 fixe le principe de partenariat stratégique, la reconnaissance de l'inviolabilité des frontières et le respect de l'intégrité territoriale et l'engagement mutuel de ne pas utiliser son territoire pour atteinte à la sécurité de l'autre.
Le traité interdit à l'Ukraine et la Russie de s'envahir l'un l'autre et de se déclarer la guerre. 

## Histoire

### Caducité
L'Ukraine a annoncé son intention de ne pas renouveler le traité en septembre 2018. Ce faisant, le traité expirera le 31 mars 2019.
Jusqu'en 2019, le traité est renouvelé automatiquement tous les[pas clair] dix ans après sa signature, sauf si une partie informe l'autre de son intention de mettre fin au traité.
Les relations russo-ukrainiennes se sont détériorées depuis le début de la guerre russo-ukrainienne avec l'invasion et annexion de la Crimée en 2014, et le soutien de la Russie aux forces séparatistes dans la guerre du Donbass. En réponse, le président ukrainien Petro Porochenko a signé un décret pour ne pas proroger le traité.

### Signature et ratification
Le traité a été signé à Kiev le 31 mai 1997 par le président de l'Ukraine Leonid Koutchma et le président russe Boris Eltsine.
En Ukraine, le traité a été ratifié par la Loi ukrainienne n° 13/98-VR du 14 janvier 1998 (Sur la ratification du Traité d'amitié, de coopération et de partenariat entre l'Ukraine et la fédération de Russie).
En Russie, le 25 décembre 1998, la Douma d'État de l'Assemblée fédérale a adopté une résolution sur l'adoption de la loi fédérale Sur la ratification de l'Accord d'amitié, de collaboration et de partenariat entre la fédération de Russie et l'Ukraine et l'a dirigée vers le Conseil de la fédération.
Le Conseil de la fédération a approuvé la loi par la résolution du 17 février 1999. Le traité a été ratifié.

### Fin du traité
Le 19 septembre 2018, le président ukrainien Petro Porochenko signe un décret afin de ne pas proroger le traité.
Le 3 décembre 2018, le président Porochenko rédige un projet de loi au Parlement pour mettre fin au Traité d'amitié immédiatement avec le soutien des alliés occidentaux[réf. nécessaire] au conseil de sécurité des Nations unies. Selon Porochenko, le non-renouvellement « ne nécessite pas un vote » au parlement ukrainien. L'Ukraine a annoncé que, le 21 septembre 2018, elle devrait informer les Nations unies et d'autres organisations pertinentes sur la fin du traité. Le ministère russe des Affaires étrangères a déclaré qu'elle a été notifiée le 24 septembre 2018 de la résiliation du traité par l'Ukraine, exprimant son regret.
Le 3 décembre 2018, Porochenko a soumis un projet de loi sur la fin du traité au parlement ; 277 députés ont soutenu la fin du traité, tandis que 20 législateurs ont voté contre.

## Contenu du traité
Le traité est composé de 41 articles.

### Droits des nationaux et des ressortissants et multiculturalisme
En vertu de l'accord, les deux parties assurent aux citoyens des autres pays les droits et les libertés fondamentales sur la même base et dans la même mesure qu'à ses propres citoyens, sauf tel que prescrit par la législation nationale des États ou des traités internationaux.
Chaque pays protège dans l'ordre établi des droits de ses citoyens vivant dans un autre pays, en conformité avec les engagements de documents de l'Organisation pour la sécurité et la coopération en Europe et d'autres universellement reconnu des principes et normes du droit international, des accords au sein de la Communauté des États Indépendants.

« Chacune des Hautes Parties contractantes garantit aux ressortissants de l’autre Partie des
droits et libertés équivalents dans leurs fondements et leur portée à ceux qu’elle garantit à ses
propres ressortissants, sauf dans les cas visés par la législation nationale des Parties ou les accords
internationaux auxquels elles sont parties.
Chacune des Parties défend selon les modalités fixées les droits de ses ressortissants résidant
sur le territoire de l’autre Partie, conformément aux obligations découlant des documents de
l’Organisation pour la sécurité et la coopération en Europe, des autres principes et normes
généralement reconnus du droit international, et des accords conclus dans le cadre de la
Communauté d’États indépendants auxquels elles sont parties. »

— Article 10

« Les Hautes Parties contractantes assurent la défense des particularismes ethniques, culturels,
linguistiques et religieux des minorités nationales sur leur territoire, et créent des conditions
propres à les encourager. (...) »

— Article 12

### Frontières
L'accord, entre autres choses, confirme l'inviolabilité des frontières des pays, indépendamment du fait que la Russie et l'Ukraine n'ont jamais conclu d'accord sur la ratification et la démarcation finales de la frontière entre les deux pays.

« Les Hautes Parties contractantes, conformément aux dispositions de la Charte des Nations
Unies et de l’Acte final de la Conférence sur la sécurité et la coopération en Europe, respectent
mutuellement leur intégrité territoriale et confirment l’inviolabilité de leurs frontières communes. »

— Article2

« Les Hautes Parties contractantes fondent leurs relations mutuelles sur les principes du respect
réciproque, de l’égalité souveraine, de l’intégrité territoriale, de l’inviolabilité des frontières, du
règlement pacifique des différends, du non-recours à la force ou à la menace, y compris aux moyens de pressions économiques et autres, du droit des peuples à disposer librement de leur sort, de la non-ingérence dans les affaires intérieures, du respect des droits de l’homme et des libertés fondamentales, de la coopération entre les États, de l’accomplissement en toute bonne foi des obligations internationales assumées, et des autres normes généralement reconnues du droit international. »

— Article 3

« Les Hautes Parties contractantes prennent pour prémisse que leurs relations de bon voisinage et de coopération sont des facteurs importants pour le renforcement de la stabilité et de la sécurité en Europe et dans le monde. Elles collaborent étroitement dans le but de renforcer la paix et la sécurité internationales. Elles font le nécessaire pour favoriser le processus de désarmement général, la mise en place et la consolidation d’un système de sécurité collective en Europe, ainsi que le renforcement du rôle de paix de l’ONU et l’efficacité accrue des mécanismes régionaux de sécurité.
Les Parties s’efforcent de faire en sorte que toutes les questions contestées soient réglées exclusivement par des moyens pacifiques, et coopèrent en vue de prévenir et de régler tout conflit et toute situation portant atteinte à leurs intérêts. »

— Article 4

### Clause crépusculaire
Le Traité stipule, en son Article 40, que le Traité est conclu pour une période de 10 ans et se renouvelle automatiquement à moins que l'une des parties ne notifie à l'autre son intention de quitter le Traité.

« Le présent Traité est conclu pour une période de 10 ans. Il sera par la suite automatiquement
prorogé pour une autre période de 10 ans à moins que l’une des Hautes Parties contractantes ne
notifie à l’autre Partie contractante par écrit, six mois au moins avant l’expiration de la période de
10 ans, son intention d’y mettre fin. »

— Article 40, version publié en français mais non originale.

## Sources